# Edward L. Rowny

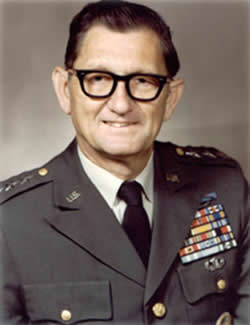
Generalleutnant Edward L. Rowny

Edward Leon Rowny (* 3. April 1917 in Baltimore, Maryland; † 17. Dezember 2017 in Washington, D.C.) war ein US-amerikanischer Offizier der US Army, der zuletzt als Generalleutnant von 1973 bis 1979 als Vertreter der Chefs des Vereinigten Generalstabes (Joint Chiefs of Staff) bei den Gesprächen zur Begrenzung strategischer Rüstung SALT (Strategic Arms Limitation Talks) in Genf tätig war.

## Leben
Edward Leon Rowny, Sohn polnischer Einwanderer, schloss seine schulische Ausbildung 1933 am Baltimore Polytechnic Institute und absolvierte ein Studium im Fach Ingenieurwissenschaften an der Johns Hopkins University, das er mit einem Bachelor of Science beendete. Er schloss seine Offiziersausbildung an der US Military Academy in West Point ab. In der Folgezeit fand er zahlreiche Verwendungen als Offizier sowie Stabsoffizier in der US Army und war während des Zweiten Weltkrieges nach der alliierten Invasion in Italien 1944 Kommandeur eines Bataillons der 92. Infanteriedivision (92nd Infantry Division), das an der Westküste Italiens eingesetzt wurde. Nach Kriegsende wurde in den Südpazifikraum verlegt und nahm an den Planung zur Invasion Japans teil.
Später wurde Rowny während des Koreakrieges zum Stab von General Douglas MacArthur versetzt und war dort als dessen Sprecher sowie einer der Planungsoffiziere für die Operation Chromite, die Kampfhandlungen bei Incheon (15. September bis 28. September 1950) und die Rückeroberung von Seoul. Er organisierte ferner eine Luftbrücke, die die Evakuierung von Soldaten der US Army sowie der US Marines nach der Schlacht um den Changjin-Stausee (26. November bis 13. Dezember 1950). Er war weiterhin verantwortlich für die Evakuierung von US-Einheiten, die Hunderttausend Nordkoreanern die Flucht nach Südkorea ermöglichte. Er erwarb nach einem postgradualem Studium im Fach Ingenieurwissenschaften an der Yale University einen Master of Arts (M.A. Engineering) und schloss dort ein weiteres Studium im Fach Internationale Beziehungen ebenfalls mit einem Master of Arts (M.A. International Affairs) ab. Ferner erwarb er einen Doctor of Philosophy (Ph.D.) im Fach Internationale Beziehungen an der American University. Nachdem er Assistent der Abteilung Taktische Mobilität des Heeresstabes war, war er zwischen 1965 und 1966 Kommandeur der in Augsburg stationierten 24. Mechanisierten Infanteriedivision (24th Mechanized Infantry Division).
Während des Vietnamkrieges befasste Edward L. Rowny sich mit der Verwendung von Kampfhubschraubern für Kampfeinsätze des Heeres und war im Anschluss von 1968 bis 1969 stellvertretender Chef des Stabes für Logistik der US-Streitkräfte in Europa. Danach war er zwischen 1969 und 1971 stellvertretender Chef für Forschung und Entwicklung sowie von 1970 bis 1971 Kommandierender General (Commanding General) des I. US-Korps (I Corps), ehe er zwischen 1971 und 1973 stellvertretender Vorsitzender des NATO-Militärausschusses war. Zuletzt wurde er 1973 Vertreter der Chefs des Vereinigten Generalstabes (Joint Chiefs of Staff) bei den Gesprächen zur Begrenzung strategischer Rüstung SALT (Strategic Arms Limitation Talks) in Genf und übte diese Funktion bis zu seinem Eintritt in den Ruhestand als Generalleutnant 1979 unter den US-Präsidenten Richard Nixon, Gerald Ford und Jimmy Carter. Im Juni 1979 trat er aus Protest gegen die Unterzeichnung des SALT-II-Vertrages durch Präsident Jimmy Carter zurück, da dieser Vertrag aus seiner Sicht die Sicherheit der USA untergraben würde.

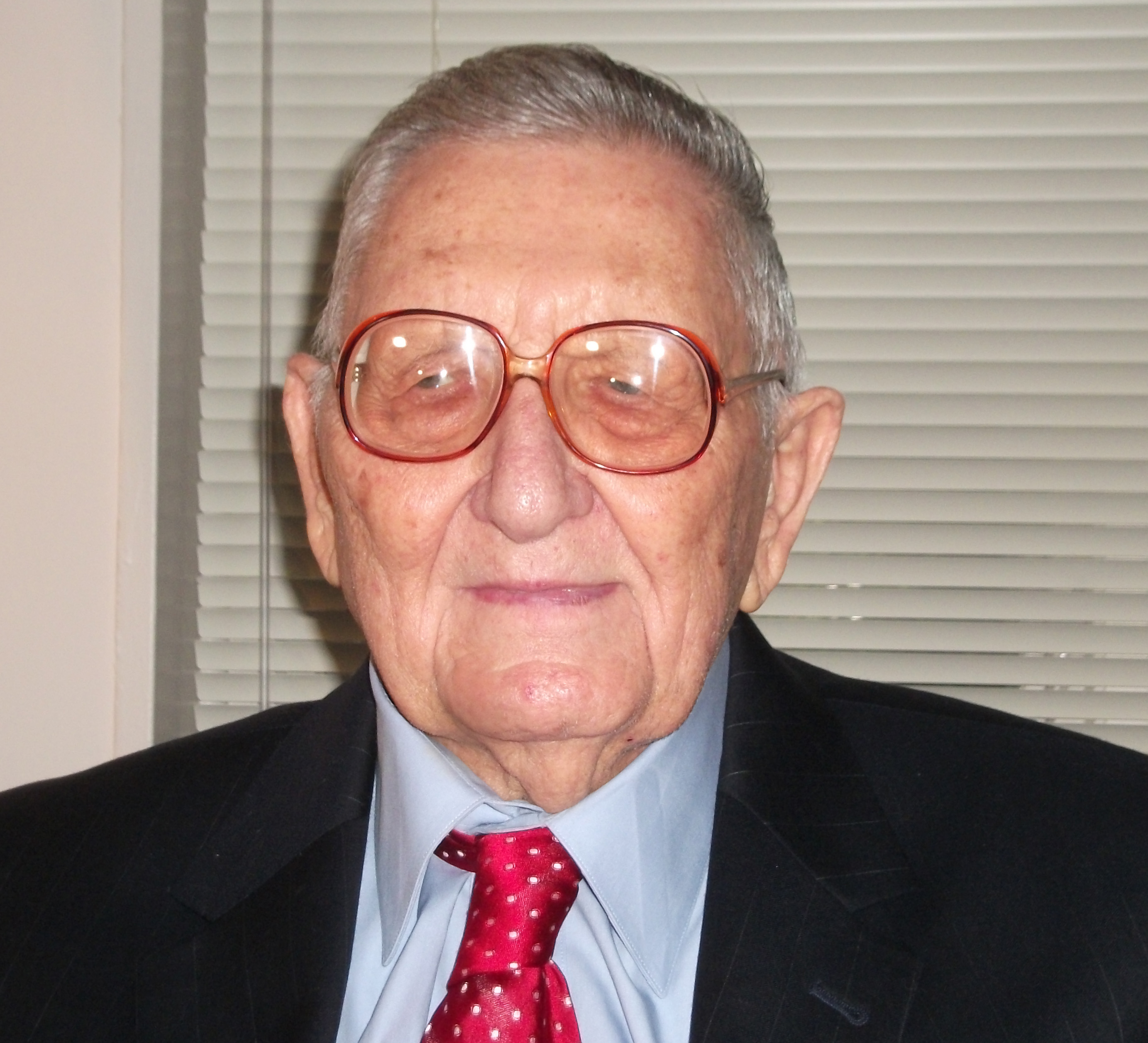
Edward L. Rowny (2013)

Nach der Wahl von Ronald Reagan zum US-Präsidenten war Rowny zwischen 1981 und 1985 zunächst im Range eines Botschafters Chefunterhändler bei den Verhandlungen zum Vertrag zur Verringerung strategischer Waffen START (Strategic Arms Reduction Treaty) sowie während der zweiten Amtszeit Reagans von 1985 bis 1989 Sonderberater des Präsidenten für Rüstungskontrolle. Für die Verdienste in diesen Funktionen wurde ihm 1989 die Presidential Citizens Medal verliehen. Daneben war er von 1987 bis 1988 Präsident der Ehemaligenvereinigung (Alumni Association) des National War College (NWC) sowie im Anschluss zwischen 1989 und 1990 auch Sonderberater von Präsident George H. W. Bush für Rüstungskontrolle. 2003 wurde er zunächst Vizepräsident des Amerikanisch-Polnischen Rates APAC (American Polish Advisory Council) sowie 2007 als Nachfolger des ehemaligen US-Botschafters in Polen Nicholas Andrew Rey Präsident des APAC. 2004 gründete er das nach dem Pianisten, Komponisten und Politiker Ignacy Jan Paderewski benannte Paderewski-Stipendium, das polnischen Studenten Studienaufenthalte an der Georgetown University ermöglicht. Für seine Verdienste um die amerikanisch-polnischen Beziehungen wurde ihm 2005 mit Papst Johannes Paul II., Anna Walentynowicz und anderen Vertretern der Gewerkschaft Solidarność die Truman-Reagan Medal of Freedom der Gedächtnisstiftung für die Opfer des Kommunismus (Victims of Communism Memorial Foundation) verliehen. 2007 wurde ihm zudem mit dem nach Walter Henry Judd benannten Walter Judd Freedom Award des Fonds für amerikanische Studien (The Fund for American Studies) ausgezeichnet.
Aus seiner ersten Ehe mit seiner am 16. Oktober 1988 verstorbenen Ehefrau Mary Rita Rowny gingen fünf Kinder hervor. 1994 heiratete er in zweiter Ehe Elizabeth Ladd.

## Veröffentlichung
- It Takes One to Tango, Autobiografie, 1992

## Auszeichnungen
Auswahl der Auszeichnungen, sortiert in Anlehnung der Order of Precedence of Military Awards:
- Army Distinguished Service Medal (3×)
- Silver Star (3×)
- Legion of Merit
- Bronze Star Medal
- Air Medal
- Presidential Citizens Medal
- American Defense Service Medal
- American Campaign Medal
- World War II Victory Medal
- National Defense Service Medal
- Korean Service Medal (4×)